# Neostylopyga voeltzkowi
Neostylopyga voeltzkowi es una especie de cucaracha del género Neostylopyga, familia Blattidae.

## Distribución
Esta especie se encuentra en Madagascar.